# Friesach
Friesach osztrák város Karintia Sankt Veit an der Glan-i járásában. 2016 januárjában 5010 lakosa volt.

## Elhelyezkedése

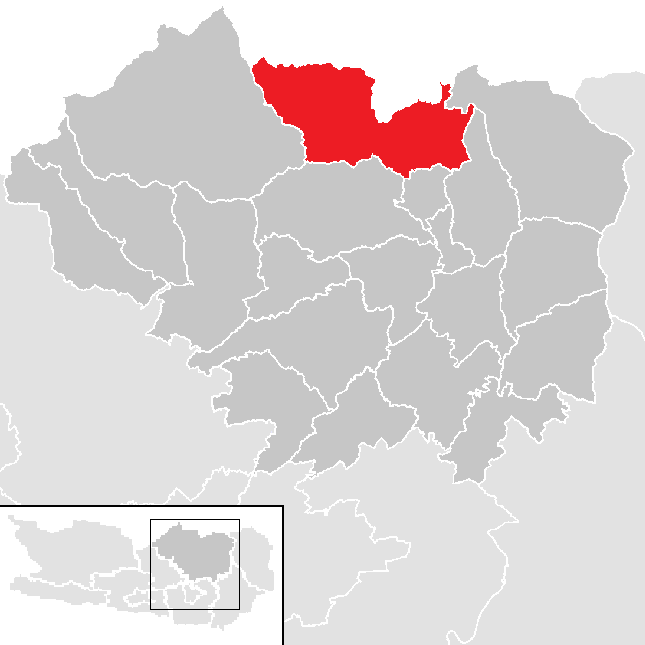
Friesach a Sankt Veit-i járásban

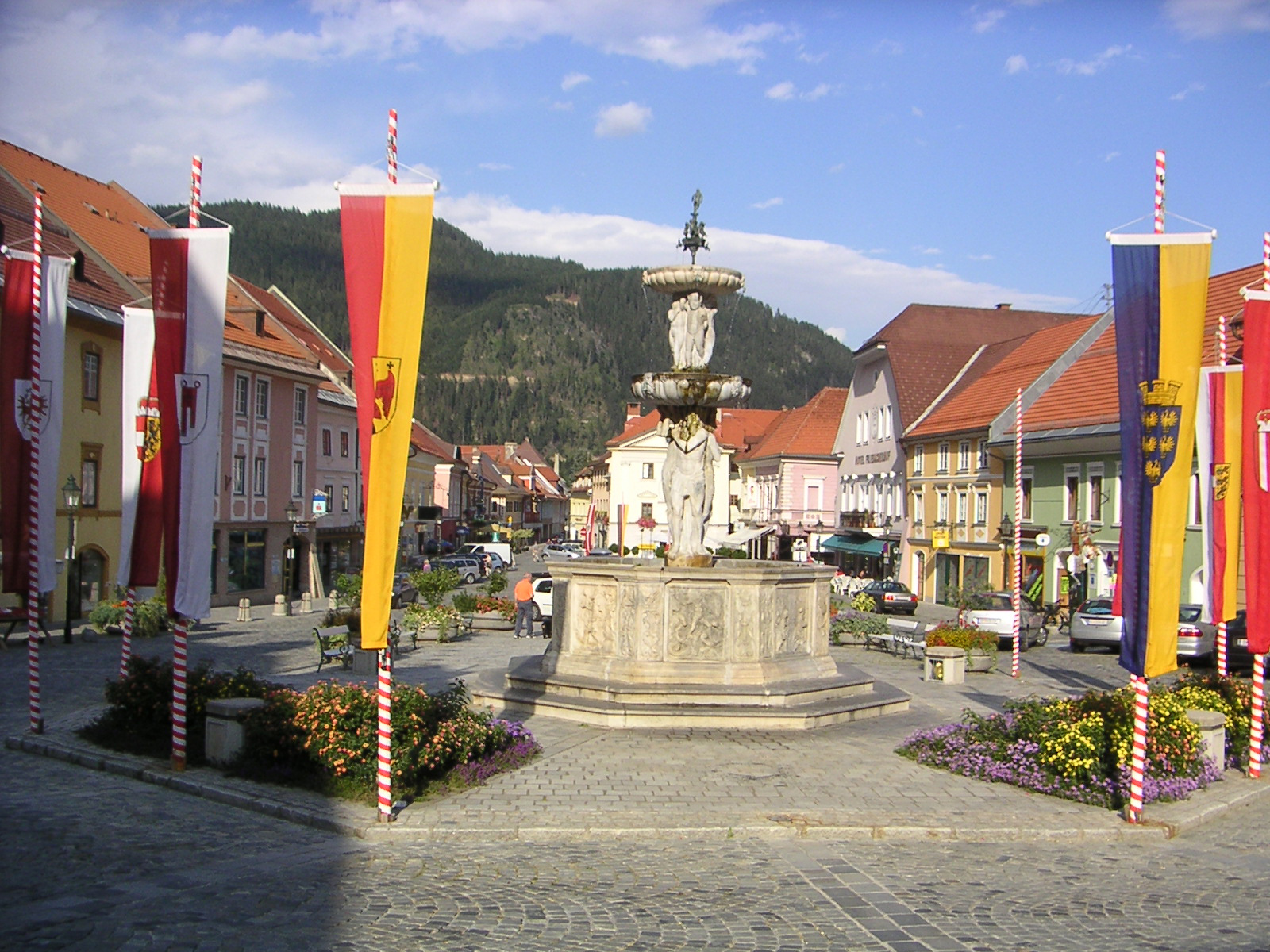
A városközpont a szökőkúttal

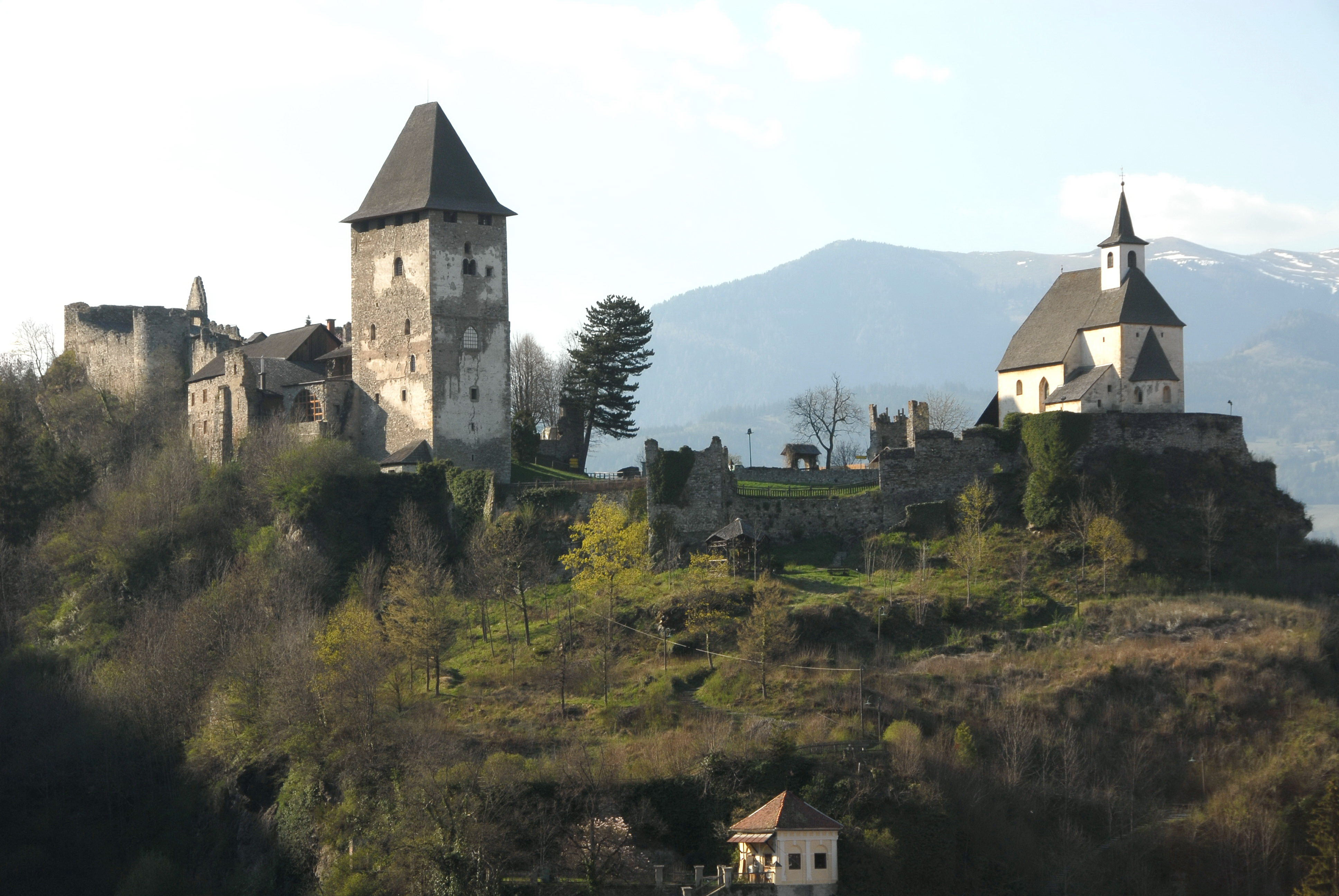
Petersberg vára

Friesach Karintia északi részén fekszik, a Gurktali-Alpok tövében, a Metnitz folyó mentén, ott ahol az Olsa belétorkollik. Az önkormányzat három katasztrális községben ( Friesach, St. Salvator, Zeltschach) 43 falut és más települést fog össze, amelyek lakossága 1996 (Freisach) és 5 (Gundersdorf) között változik.
A környező települések: keletre Hüttenberg, délkeletre Guttaring, délre Micheldorf és Straßburg, nyugatra Metnitz, északra Sankt Lambrecht, Neumarkt in der Steiermark és Mühlen (utóbbi három Stájerországban).

## Története
Az ezüstből és vasból készült leletek tanúsága szerint Friesach területe már a kelta és római időkben is lakott volt. A római Via Iulia Augusta út áthaladt a városon. A 6. században szlávok telepedtek meg Karintiában; Friesach neve is szláv eredetű (Breže, "nyírfás"). Miután a Frank Birodalom 740 körül meghódította a szláv Karantániát, bajorok kezdtek betelepülni. 860-ban Német Lajos Adalwin salzburgi érseknek adományozta Friesah-ot; ez a település első írásos említése. A vásárhelyet Wilhelm von der Sann gróf alapította 1016 és 1028 között. Kedvező, a Bécs-Velence útvonalon való fekvésének köszönhetően a kereskedelmi központ gyorsan növekedett és 1215-ben városjogot kapott. Friesach 1200 és 1246 között, II. Eberhard érsek idején élte virágkorát, amikor az érsekség második legnagyobb és Karintia legfontosabb városa volt. A városban vert friesachi dénár két évszázadon keresztül a régió fontos fizetőeszköze maradt és egészen Kelet-Magyarországig is eljutott. A készítéséhez használt ezüst egy részét helyben, Zeltschach mellett bányászták. 
Friesach gazdasági jelentősége mellett vallási központtá is kezdett válni; az érsek rezidenciát építtetett és több szerzetesrend megtelepedett a városban. A 13. század második felében azonban az Ausztriáért vívott Habsburg-cseh harcok során a várost kifosztották és felégették. Friesach egészen 1803-ig a salzburgi érsek birtokában maradt, de korábbi fontosságát elvesztette. 
A városi önkormányzat 1850-ben jött létre, de kiterjedése azóta sokszor megváltozott. 1873-ban Töschelsdorf, 1890-ben Zeltschach, 1892-ben pedig Micheldorf kivált belőle. 1973-ban St. Salvatort, Zeltschachot és Micheldorfot hozzácsatolták, az utóbbi viszont 1992-ben ismét önállóvá vált. 

## Lakosság
A friesachi önkormányzat területén 2016 januárjában 5010 fő élt, ami jelentős visszaesést jelent a 2001-es 5462 lakoshoz képest. Akkor a helybeliek 96,2%-a volt osztrák állampolgár. 89,8%-uk katolikusnak, 2,6% evangélikusnak, 1,5% muszlimnak, 4,8% pedig felekezeten kívülinek vallotta magát. 

## Látnivalók

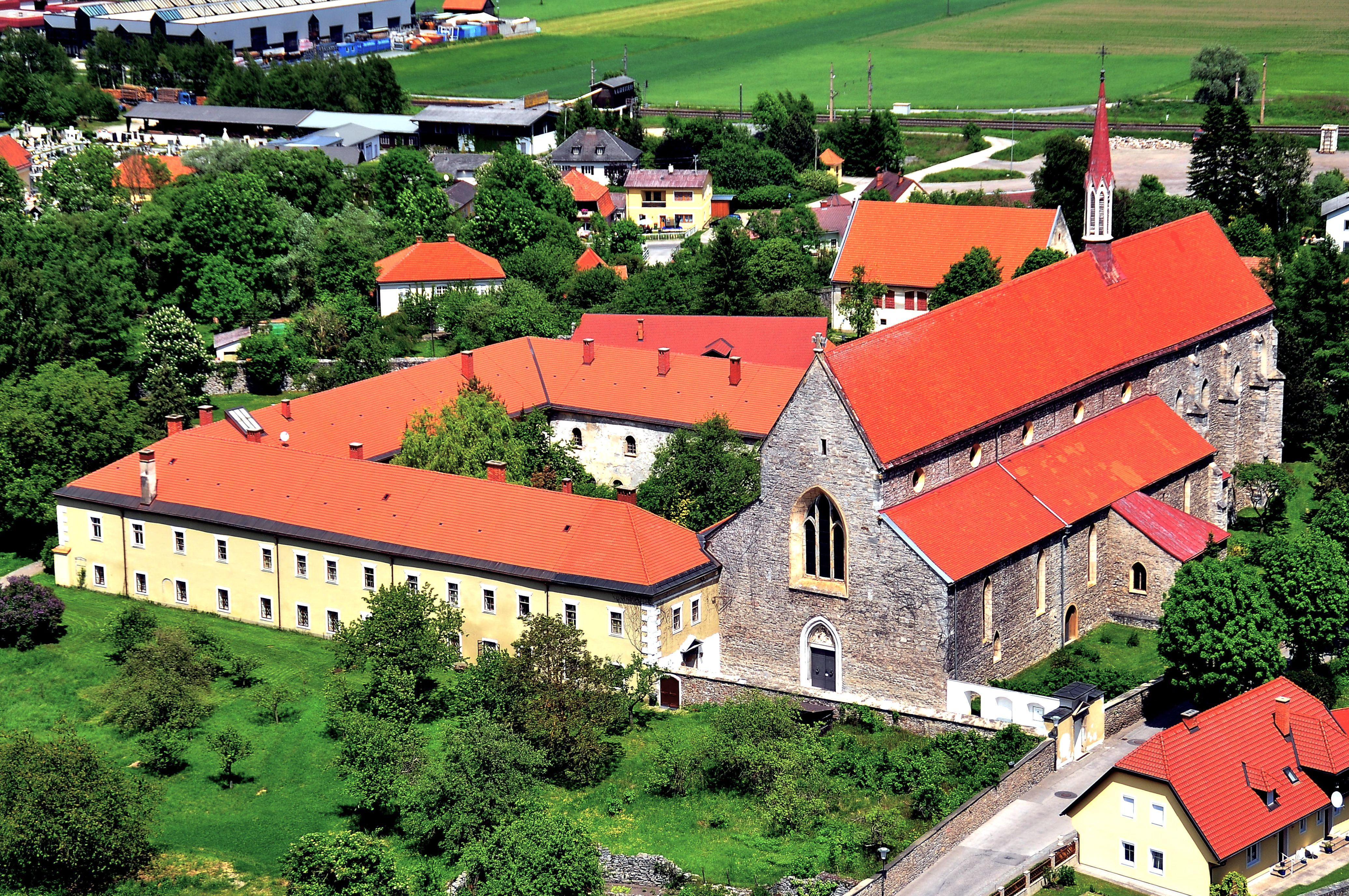
A domonkosrendi kolostor

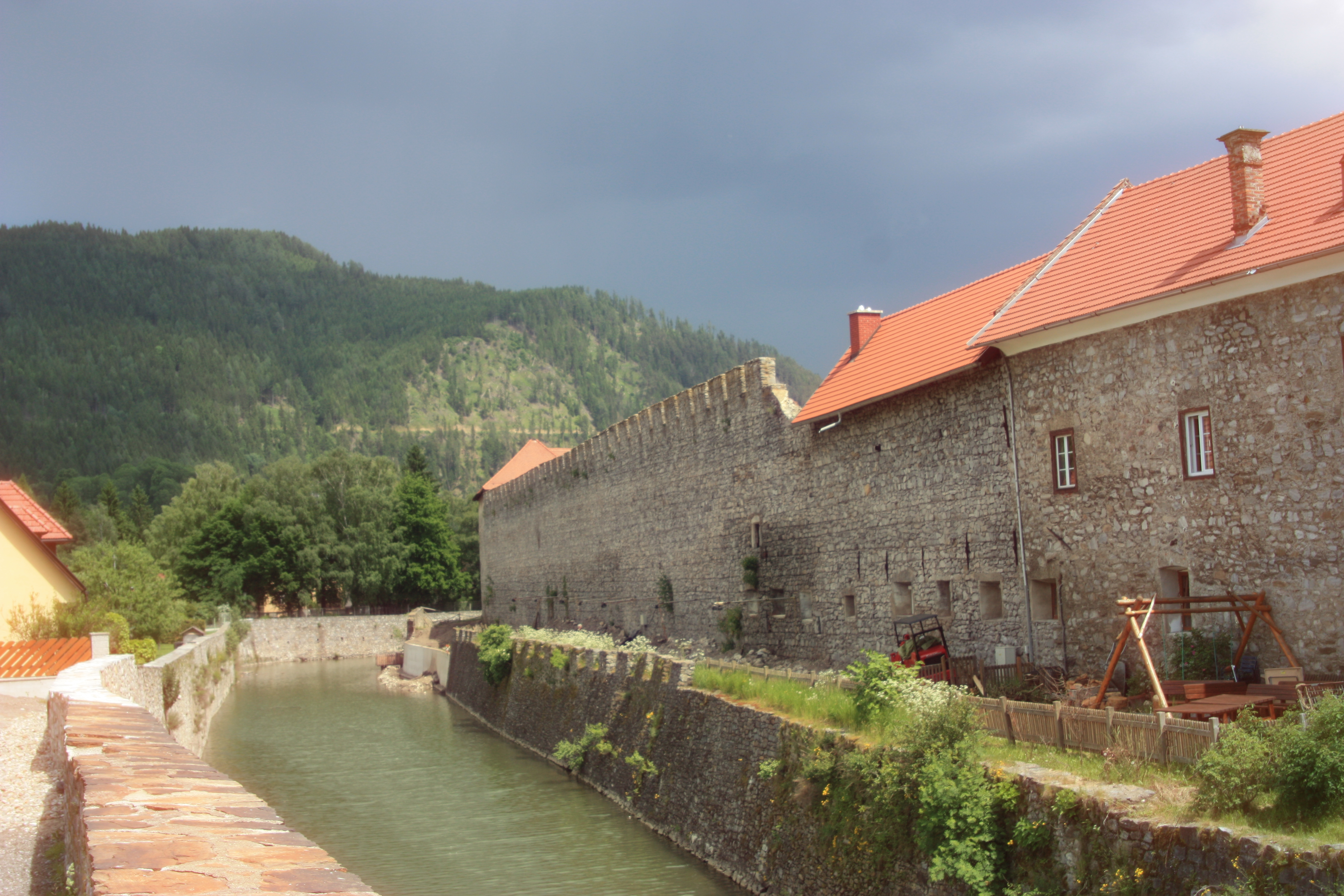
A városfal maradványai

- a petersbergi vár romjai a város fölötti 28 m magas sziklán
- a petersbergi múzeum
- a középkori városfal maradványai
- Geiersberg vára
- a hercegi palota
- a kéttornyú plébániatemplom
- a teuton rend temploma
- a domonkosrendi kolostor
- Karintia egyik legnagyobb, reneszánsz kori szökőkútja
- a virgilienbergi gótikus templomrom
- a Szent vér-templom
- Porsche-múzeum St. Salvatorban
- gyertyaöntő- és mézeskalácsmúzeum

## Híres friesachiak
- Josef Bucher (1965-) politikus, a Szövetség Ausztria Jövőjéért volt vezetője
- Gerda Hofstätter (1971-) biliárdjátékos
- Robert Stadlober (1982-) színész, énekes

## Fordítás
- Ez a szócikk részben vagy egészben  a   Friesach (Kärnten) című német Wikipédia-szócikk ezen változatának fordításán alapul.  Az eredeti cikk szerkesztőit annak laptörténete sorolja fel. Ez a jelzés csupán a megfogalmazás eredetét és a szerzői jogokat jelzi, nem szolgál a cikkben szereplő információk forrásmegjelöléseként.